# Anthaxia neofunerula
Anthaxia neofunerula är en skalbaggsart som beskrevs av Jan Obenberger 1942. Anthaxia neofunerula ingår i släktet Anthaxia och familjen praktbaggar. Inga underarter finns listade i Catalogue of Life.